# Kathleen Quinlan
Kathleen Denise Quinlan (Pasadena, 19 de novembro de 1954) é uma atriz premiada tanto no Academy Award quanto no Golden Globe, e trabalha em filmes e seriados.
Fez a primeira aparição em 1972, no filme One Is a Lonely Number, elevou a sua carreira a partir de 1973 no filme American Graffiti.
Atuou também em filmes como I Never Promised You a Rose Garden, Apollo 13, Breakdown e Event Horizon.

## Vida pessoal
Ela nasceu em Pasadena, Califórnia, filha de Josephine (nascida Zachry), supervisora de suprimentos militares, e Robert Quinlan, diretor de esportes da televisão,[4][5][6][7] e foi criada em Mill Valley, Califórnia , [8] [9] onde frequentou a Tamalpais High School, estudou teatro e começou sua carreira de atriz.
Ela foi casada com o artista Warren Long em 1987.[10] Ela conheceu o ator Bruce Abbott no filme para TV Trapped (1989) e eles se casaram em 12 de abril de 1994. Eles têm um filho, Tyler, que nasceu em 1990.[4]

## Carreira
Quinlan teve um papel não creditado em One Is a Lonely Number de 1972[7][11] mas sua estréia oficial no cinema foi no filme American Graffiti de George Lucas de 1973, aos dezenove anos.[9]
Como uma jovem atriz na década de 1970, ela também atuou como atriz convidada em muitas séries de televisão populares da época, incluindo Police Woman, Kojak, Ironside, Emergency! e The Waltons.[12][13]
Seus papéis mais famosos incluem interpretar Deborah, uma esquizofrênica de dezesseis anos, na versão cinematográfica do romance I Never Promised You a Rose Garden, [8] [9] pelo qual ela ganhou o prêmio de Melhor Atriz em Filme-Drama. Indicação ao Globo de Ouro e interpretando Marilyn Lovell, a esposa do personagem astronauta de Tom Hanks, Jim Lovell, no filme Apollo 13 de 1995, o que lhe rendeu uma indicação ao Globo de Ouro de Melhor Atriz Coadjuvante e uma indicação ao Oscar de Melhor Atriz Coadjuvante. ]
Quinlan também apareceu em filmes como Lifeguard (1976), Airport '77 (1977), The Promise (1979), The Runner Stumbles (1979), Sunday Lovers (1980), Twilight Zone: The Movie (1983), Sunset (1988). ), Coração de Clara (1988) e Julgamento pelo Júri (1994). Ela também apareceu em vários filmes de TV, incluindo Little Ladies of the Night (1977), She's in the Army Now (1981), Blackout (1985), Trapped (1989), Strays (1991), Last Light (1993), the adaptação do romance In the Lake of the Woods (1996), Blessings (2003) e muito mais. Ela interpretou a consorte pagã celta de Jim Morrison, Patricia Kennealy-Morrison, em The Doors, de Oliver Stone. Em 1997, ela apareceu em Event Horizon (1997) e ganhou um Blockbuster Entertainment Award como Atriz Coadjuvante Favorita - Suspense por Breakdown (1997), interpretando a esposa sequestrada do personagem de Kurt Russell.[14][15]
Ela teve um papel principal por três temporadas na série Family Law, junto com papéis recorrentes como a mãe dos dois irmãos em Prison Break, e em Chicago Fire e Blue. Ela esteve em dois episódios de Alfred Hitchcock Presents, além de episódios de muitos outros programas, como Diagnosis: Murder, Glee e The Event. Ela estava na série de TV House, o remake de 2006 do clássico de terror The Hills Have Eyes, o filme de 2007 Breach, Made of Honor (2008), e interpretou uma senadora em "Alliances", um episódio de 2011 da série de ficção científica Universo Stargate.[12]
A partir de 2022, o trabalho mais recente de Quinlan é um episódio de 2019 de How to Get Away with Murder, um papel principal no filme Walking with Herb, filmado em 2018 e lançado em 2021,[16] e um papel no filme de terror The Stairs . Ela é escalada como a esposa de John McClane no reboot de Die Hard, Easter (2024), substituindo Bonnie Bedelia.